# VII Premis Feroz
La 7a cerimònia de lliurament dels Premis Feroz, coneguts com a Premis Feroz 2020, va tenir lloc el 16 de gener de 2020 al Teatre Auditori Ciutat d'Alcobendas. La presentadora va ser l'actriu María Hervás i foren retransmesos per La Otra i Onda Madrid de Radio Televisión Madrid.

## Nominats i guanyadors
Els nominats van ser anunciats el dia 29 de novembre de 2019 per María Guerra, presidenta de l'AICE, i l'actriu Greta Fernández, en un acte que va tenir lloc a Madrid.

### Cinema
| Millor pel·lícula dramàtica | Millor comèdia |
| --- | --- |
| - Dolor y gloria ‡ - El hoyo - La trinchera infinita - O que arde - Els dies que vindran - Quien a hierro mata | - Ventajas de viajar en tren - Diecisiete - El increíble finde menguante - Litus - Lo dejo cuando quiera |
| Millor direcció | Millor guió |
| - Pedro Almodóvar per Dolor y gloria ‡ - Jon Garaño, Jose Mari Goenaga i Aitor Arregi Galdos per La trinchera infinita - Galder Gaztelu-Urrutia per El hoyo - Óliver Laxe per O que arde - Aritz Moreno per Ventajas de viajar en tren | - Pedro Almodóvar per Dolor y gloria ‡ - David Desola i Pedro Rivero per El hoyo - Luiso Berdejo i Jose Mari Goenaga per La trinchera infinita - Santiago Fillol i Óliver Laxe per O que arde - Javier Gullón per Ventajas de viajar en tren                                       |
| Millor actor protagonista | Millor actriu protagonista |
| - Antonio Banderas per Dolor y gloria ‡ - Antonio de la Torre per La trinchera infinita - Karra Elejalde per Mientras dure la guerra - Luis Tosar per Quien a hierro mata - David Verdaguer per Els dies que vindran                   | - Belén Cuesta per La trinchera infinita ‡ - Marta Nieto per Madre - Pilar Castro per Ventajas de viajar en tren - Greta Fernández per La hija de un ladrón - María Rodríguez Soto per Els dies que vindran                                                                        |
| Millor actor de repartiment | Millor actriu de repartiment |
| - Enric Auquer per Quien a hierro mata ≠ - Asier Etxeandia per Dolor y gloria - Eduard Fernández per Mientras dure la guerra ‡ - Quim Gutiérrez per Ventajas de viajar en tren - Leonardo Sbaraglia per Dolor y gloria                 | - Julieta Serrano per Dolor y gloria ‡ - Penélope Cruz per Dolor y gloria - Mona Martínez per Adiós - Laia Marull per La innocència - Antonia San Juan per El hoyo |
| Millor documental | Millor música original |
| - La ciudad oculta de Víctor Moreno - El cuadro de Andrés Sanz - El cuarto reino. El reino de los plásticos d' Àlex Lora i Adán Aliaga - Enero d' Ione Atenea - Zumiriki d' Oskar Alegría                                              | - Alberto Iglesias per Dolor y gloria ‡ - Zeltia Montes per Adiós - Arturo Cardelús per Buñuel en el laberinto de las tortugas - Pascal Gaigne per La trinchera infinita - Alejandro Amenábar per Mientras dure la guerra - Cristobal Tapia de Veer per Ventajas de viajar en tren |
| Millor tràiler | Millor cartell |
| - Miguel Ángel Trudu per Adiós - Jorge Luengo per Dolor y gloria - Raúl López per El hoyo - Marcos Flórez per Lo que arde - Rafa Martínez per Mientras dure la guerra                                                                  | - Miguel Navia per El crack cero - Eduardo García per El hoyo - Laura Renau per La virgen de agosto - Aitor Errazquin y Carlos Hidalgo per O que arde - Jose Ángel Peña per Ventajas de viajar en tren                                                                             |

- ‡ Guanyador del Premi Goya en la mateixa categoria.[nota 1][nota 2][nota 3]
- ≠ Guanyador del Premi Goya en la categoria novella o revelació.

### Televisió
| Millor sèrie dramàtica | Millor sèrie de comèdia |
| --- | --- |
| - Hierro Temporada 1 - En el corredor de la muerte Minisèrie - Foodie Love Temporada 1 - La casa de papel Temporada 3 - La peste Temporada 2                                            | - Vida perfecta Temporada 1 - Vida perfecta Temporada 1 - Paquita Salas Temporada 3 - Vota Juan Temporada 1                                                                  |
| Millor actor protagonista d'una sèrie | Millor actriu protagonista d'una sèrie |
| - Javier Cámara per Vota Juan - Brays Efe per Paquita Salas - Darío Grandinetti per Hierro - Álvaro Morte per La casa de papel - Miguel Ángel Silvestre per En el corredor de la muerte | - Candela Peña per Hierro - Toni Acosta per Señoras del (h)AMPA - Laia Costa per Foodie Love - Leticia Dolera per Vida perfecta - Eva Ugarte per Mira lo que has hecho       |
| Millor actor de repartiment d'una sèrie | Millor actriu de repartiment d'una sèrie |
| - Enric Auquer per Vida perfecta - Jesús Carroza per La peste - Óscar Casas per Instinto - Eduard Fernández per Criminal - Adam Jezierski per Vota Juan                                 | - Yolanda Ramos per Paquita Salas - Belén Cuesta per Paquita Salas - Celia Freijeiro per Vida perfecta - Alba Flores per La casa de papel - Aixa Villagrán per Vida perfecta |

### Premi Feroz d'Honor
- Julia Gutiérrez Caba[4]
- Emilio Gutiérrez Caba[4]

### Premi Especial
| Premi Especial |
| --- |
| - Sordo d' Alfonso Cortés-Cavanillas - Boi de Jorge M. Fontana - La banda de Roberto Bueso - La virgen de agosto de Jonás Trueba - Ojos Negros de Marta Lallana i Ivet Castelo |

## Múltiples nominacions i premis

### Cinema
| Pel·lícula                 | Nominacions |
| -------------------------- | ----------- |
| Dolor y gloria             | 10          |
| Ventajas de viajar en tren | 7           |
| El hoyo                    | 6           |
| La trinchera infinita      | 6           |
| Lo que arde                | 5           |
| Mientras dure la guerra    | 4           |
| Adiós                      | 3           |
| Los días que vendrán       | 3           |
| Quien a hierro mata        | 3           |

| Pel·lícula     | Premis |
| -------------- | ------ |
| Dolor y gloria | 6      |

### Televisió
| Nominacions                 | Sèrie |
| --------------------------- | ----- |
| Vida perfecta               | 5     |
| Paquita Salas               | 4     |
| Hierro                      | 3     |
| La casa de papel            | 3     |
| Vota Juan                   | 3     |
| En el corredor de la muerte | 2     |
| Foodie Love                 | 2     |
| La peste                    | 2     |

| Sèrie         | Premis |
| ------------- | ------ |
| Vida perfecta | 2      |
| Hierro        | 2      |